# Vale do Paraíba

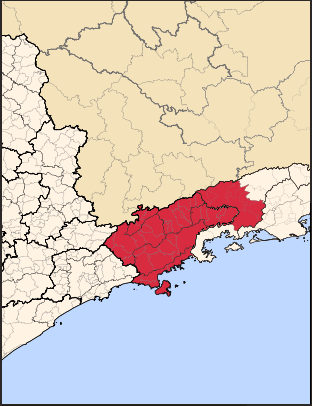

De Vale do Paraíba  (Portugese IPA: [valɨ du paɾaˈiba]) (= Paraíbavallei) is een sociaal-economische regio in het zuidoosten van Brazilië. De regio strekt zich van het oosten van de staat São Paulo tot het westen van de staat Rio de Janeiro en heeft in totaal bijna 3,3 miljoen inwoners. Het ligt aan de rand van de snelweg Presidente Dutra tussen de metropolen Rio de Janeiro en São Paulo in. Tot de regio behoren in totaal achtenvijtig gemeentes, waaronder Barra Mansa, Cruzeiro, Itatiaia, Porto Real, Resende, São José dos Campos, Taubaté, Tremembé, Ubatuba en Volta Redonda. De economie van de regio is voornamelijk gebaseerd op de handel (consumenten), de landbouw (onder andere koffie, melk en rijst) en de industrie (CSN, Embraer en vestigingen van onder meer Philips en Volkswagen). De naam dankt deze regio aan het feit dat het het eerste gebied is dat door de Paraíba do Sul stroomt.